# Áno Drymónas
Áno Drymónas är en ort i Grekland.   Den ligger i prefekturen Nomós Prevézis och regionen Epirus, i den centrala delen av landet, 290 km nordväst om huvudstaden Aten. Áno Drymónas ligger 445 meter över havet och antalet invånare är 244.
Terrängen runt Áno Drymónas är varierad. Runt Áno Drymónas är det ganska glesbefolkat, med 29 invånare per kvadratkilometer. Närmaste större samhälle är Filippiáda, 14,1 km söder om Áno Drymónas. Trakten runt Áno Drymónas består till största delen av jordbruksmark.